# Mahmud Muradov
Mahmud Muradov (geboren am 8. Februar 1990 in Duschanbe) ist ein usbekischer professioneller Mixed-Martial-Arts-Kämpfer und ehemaliger professioneller Kickboxer. Er kämpft derzeit im Mittelgewicht der Ultimate Fighting Championship (UFC). Muradov trainiert in Prag unter Petr "Moster" Kníže und in Taschkent unter Jasur Alijanov.

## Biographie
Mahmud Muradov wurde in Tadschikistan geboren. 1992 zog seine Familie nach Buchara in Usbekistan. Aufgrund der Auswanderung hatte Muradov viele Jahre lang keine Staatsbürgerschaft.
Als er 14 Jahre alt war, hatte sein Vater einen Autounfall. Statt regelmäßig zur Schule zu gehen, begannen Mahmud und sein Bruder deshalb zu arbeiten. Als er 17 Jahre alt war, suchten sie Arbeit in Tomsk, Russland. Zuerst arbeiteten sie auf einer Baustelle und mussten in einem Zimmer leben, in dem noch zwölf weitere Personen wohnten. Nach einiger Zeit bekamen sie einen Job als Wachmann, wodurch sie mehr Zeit zum Trainieren hatten. Unter dem Namen „Akhmed Virt“ spielte er in Schwulenpornos mit. Muradov startete dann 2012 seine professionelle MMA-Karriere.

## Karriere
Am 4. November 2011 zog Mahmud nach Prag. Er begann seine Karriere 2012 mit seinem Debüt in K1EL. Er ist auch bekannt für seine Kämpfe in Organisationen wie Oktagon MMA, XFN, NW.
Im August 2019 unterzeichnete Floyd Mayweather einen Vertrag mit Muradov und nannte ihn den besten MMA-Kämpfer der Welt. So wurde Mahmoud Teil der Werbefirma Mayweather Promotions.
2019 unterschrieb Mahmud Muradov einen Vertrag bei der UFC. Der Debütkampf in der neuen Organisation fand am 28. September 2019 in Kopenhagen beim UFC Fight Night 160-Turnier mit einem Sieg über Alessio di Chirico statt.
Am 7. Dezember 2019 war in Washington, D.C. bei UFC auf ESPN 7 sein zweiter Kampf, bei dem Trevor Smith Muradovs Gegner wurde. Mahmoud gewann durch KO[10]. An diesem Abend erkannte Dana White es als den besten Knockout des Abends.
Der dritte Kampf fand am 23. Januar 2021 beim UFC 257-Turnier in Abu Dhabi gegen Andrew Sanchez (USA) statt, wo Muradov durch technischen Knockout siegte.

### Mixed-Martial-Arts
- Ultimative Kampfmeisterschaft (UFC)[11]
- Performance of the Night (zweimal) gegen Trevor Smith und Andrew Sanchez[12]

### XFN- X Fights Nights
- XFN-Meisterschaft im Mittelgewicht (einmalig)Eine erfolgreiche Titelverteidigung
- Vorläufige XFN-Meisterschaft im Mittelgewicht (einmalig)
- Weltweites Kickbox-Netzwerk
- WKN MMA Internationale Meisterschaft im Mittelgewicht (einmalig)

### Kickboxen
- Usbekischer Kickboxverband
- Junior National K-1 Kickboxing Champion Gold (einmalig)
- Mixed Martial Arts Rekord

## Liste der Profikämpfe
| 33 Kampfe    | 25 Siege | 8 Niederlage |
| KO           | 17       | 1            |
| Punkte       | 3        | 5            |
| Entscheidung | 5        | 2            |